# Koxinga

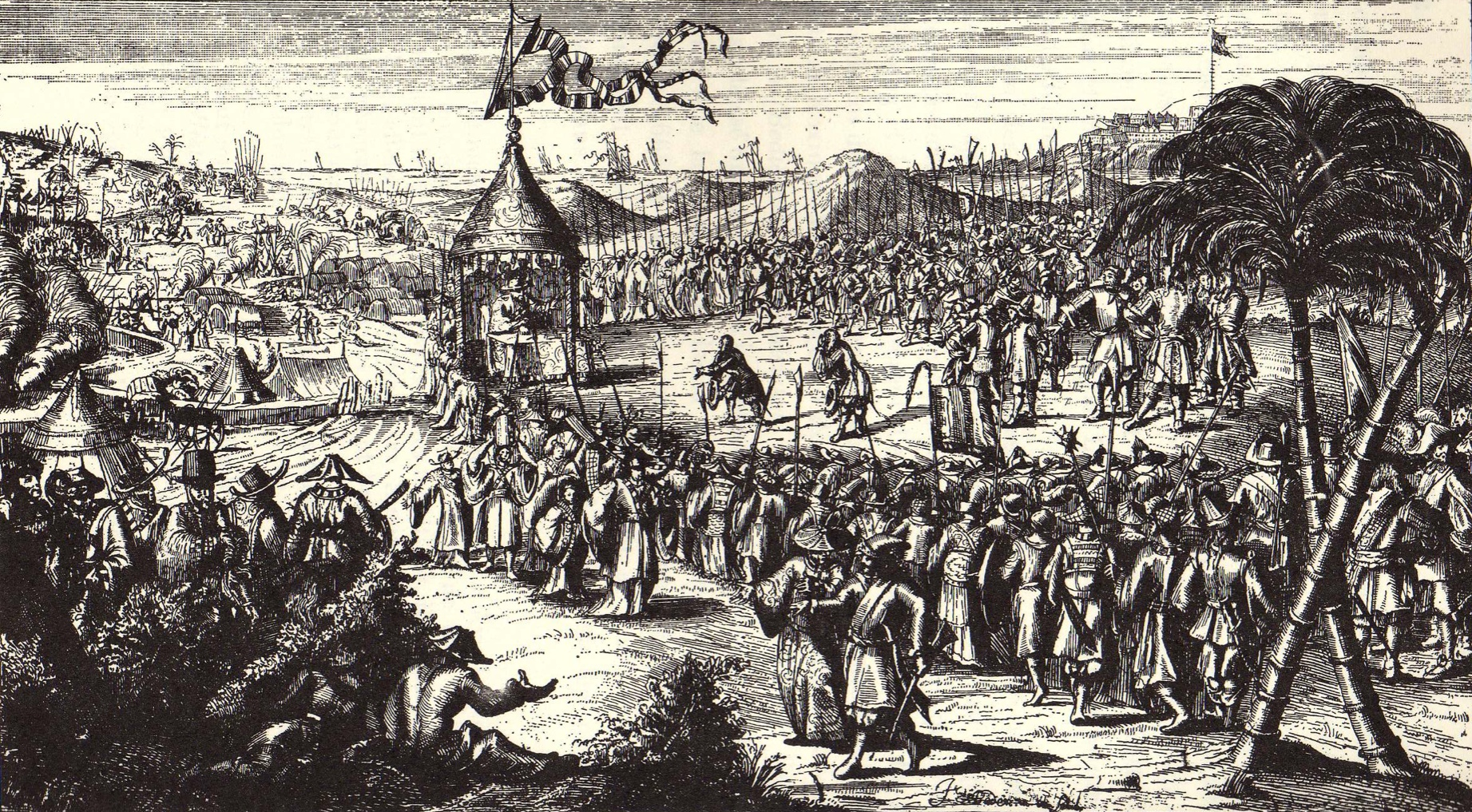
De overgave van Fort Zeelandia aan Koxinga op 10 februari 1662

Koxinga of Coxinga (Japan, 1624 - 1662) was een Chinese militaire leider en piraat aan het einde van de Chinese Ming-dynastie. Zijn Chinese naam was Zheng Chenggong. Hij was de zoon van Zheng Zhilong, een koopman en piraat, en een Japanse moeder. Zijn vader opereerde vanuit Fujian, en werd door de Zuidelijke Ming te hulp geroepen. Zheng Zhilong liep echter in 1646 over naar de Mantsjoes die in Peking de macht hadden overgenomen. Zijn broers en zijn zoon Koxinga weigerden hem daarin te volgen.

## Biografie
Van Coxinga, geboren en aanvankelijk opgegroeid in Japan, wordt gezegd dat hij er een samoerai-opleiding zou hebben gekregen. Op zijn zevende ging hij echter op verzoek van zijn vader naar China, waar hij werd opgeleid in de klassieke Chinese literatuur. Net als zijn vader werd hij een prominent leider van de anti-Qingbeweging en streefde naar een restauratie van de door de Qing-dynastie verdreven Ming-dynastie.
Van Zhu Yujian, de keizer van de Zuidelijke Ming, had hij het gebruik van de keizerlijke achternaam en de naam 'Chenggong' ('Succes') gekregen. Tijdgenoten noemden hem Guoxingye (國姓爺, 'Keizerlijke Achternaam'). Door (Chinese) tijdgenoten werd 'Guoxing' uitgesproken als 'Kok-seng', wat door Europeanen werd verbasterd tot Koxinga of Coxinga. Naast een Ming-aanhanger was Zheng Chenggong ook een gevreesd piraat zoals zijn vader.
Na een aantal tactische fouten werd hij in het nauw gedreven bij Nanking. Coxinga moest beslissen of hij naar Manilla of Formosa zou uitwijken. In april 1661 deed hij een inval op het door de Verenigde Oostindische Compagnie (VOC) beheerste Taiwan. In november werd zijn vader geëxecuteerd op het vasteland. In februari 1662 dwong hij gouverneur Frederick Coyett tot de overgave van Fort Zeelandia. Ze mochten hun nutteloze rijkdommen meenemen, de koopwaar ter waarde van bijna een half miljoen gulden nam hij in beslag. Het  door hem veroverde gebied benoemde hij als het Koninkrijk Tungning.
Koxinga overleed vier maanden later aan malaria, volgens andere bronnen werd hij krankzinnig, wellicht ten gevolge van syfilis. Hij werd opgevolgd door zijn zoon Zheng Jing. Deze raakte betrokken bij de opstand van de Drie Leengoederen, een opstand van drie gouverneurs van gebieden in het zuidoosten van China tegen het bewind van de Qing. Zhen Jing overleed in 1682. In 1683 gaf zijn zoon Zheng Keshuang  en de kleinzoon van Koxinga  zich over aan de Mantsjoes en werd Taiwan ingelijfd door het Chinese keizerrijk. Er werd een groep van 18 Nederlanders aangetroffen, die sinds 1662 gevangen waren gehouden. In 1700 verkondigde keizer Kangxi dat Koxinga niet langer als rebel beschouwd moest worden, maar als verdediger van de Ming-dynastie.